# Килла-Сайфулла (округ)
Килла-Сайфулла (урду ضلع قلعہ سیف اللہ‎, англ. Killa Saifullah District) — один из 30 округов пакистанской провинции Белуджистан. Административный центр — город Килла-Сайфулла.

## География
Площадь округа — 6 831 км². На севере граничит с округом Жоб, на юге — с округом Лоралай, на западе — с округом Пишин, на северо-западе — с территорией Афганистана.

## Административно-территориальное деление
Округ делится на три техсила:
- Килла-Сайфулла
- Муслим-Баг
- Лой-Банд

и 15 союзные территории.

## Население
По данным переписи 1998 года, население округа составляло 193 553 человека, из которых мужчины составляли 54,34 %, женщины — соответственно 45,66 %. На 2009 год уровень грамотности населения (от 10 лет и старше) составлял 17,6 %. Уровень урбанизации — 13,07 %. Средняя плотность населения — 28,3 чел./км². В национальном составе преобладают представители различных пуштунских племён.